# Orrak
Orrak (auch: Arukodorokkuru-tō, Gorrak Island, Korak, Ngarekedlukl) ist eine Insel im Inselstaat Palau im Pazifischen Ozean.

## Geographie
Die Insel im Gebiet des administrativen Staates Airai (d. h. ein Verwaltungsgebiet) liegt in einer Bucht im Süden von Babeldaob. Zusammen mit Dlebebai und Chesechosou und Ngkesill bildet sie den Übergang zwischen Garreru am Kanal Toachel Mid (W) und Ngerduais, welches die Bucht im Osten abschließt. Die Insel ist durch den alten Orrak Causeway mit der Siedlung Airai verbunden. Es gibt einen alten Begräbnisplatz und Steingeld-Steinbrüche. Die Küstenlinie ist durch Mangrovenbestand und die zerklüftete Struktur der ehemaligen Riffkrone geprägt. Die Insel ist dicht bewaldet und unbewohnt. Die Insel erstreckt ist verhältnismäßig groß zu den anderen Motu in der Bucht. Sie zieht sich von der Festlandküste im Norden bis an das Saumriff im Süden heran. Der südlichste Punkt ist Bkul Klim  (⊙).